# Hala Olivia

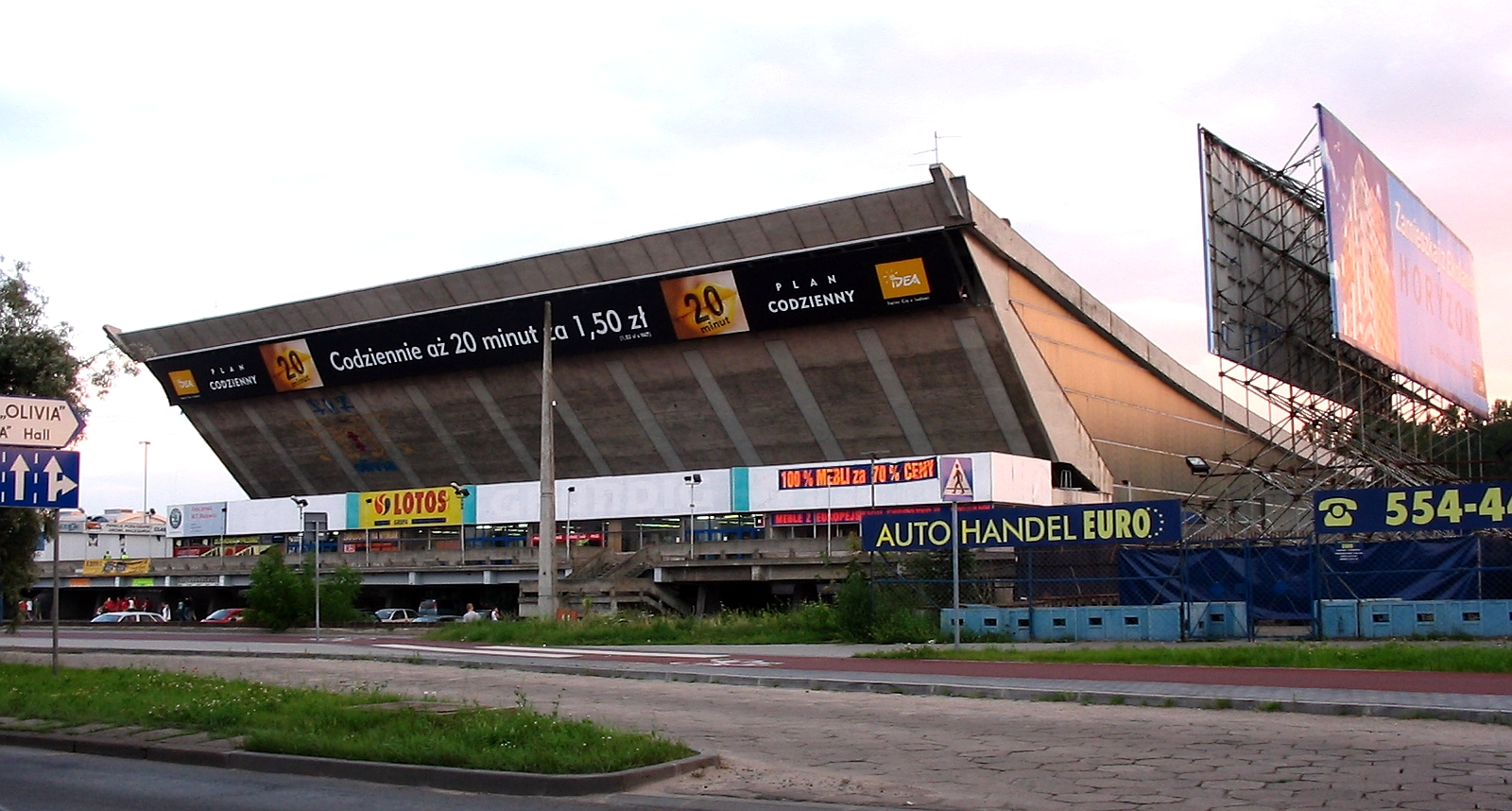
Hala Olivia.

Hala Olivia é uma arena situada em Gdańsk, Poland.  É primordialmente utilizado para o Hóquei no gelo e é onde o Stoczniowiec Gdansk manda seus jogos. A equipe de basquetebol do Prokom Gdynia mandou seus jogos da Euroliga. Hala Olivia foi inaugurada em 1970 e tem capacidade para 5500 espectadores.
A arena sediou jogos na fase preliminar do EuroBasket 2009.